# Carex filifolia
Carex filifolia är en halvgräsart som beskrevs av Thomas Nuttall. Carex filifolia ingår i släktet starrar, och familjen halvgräs.

## Underarter
Arten delas in i följande underarter:
- C. f. erostrata
- C. f. filifolia

## Bildgalleri

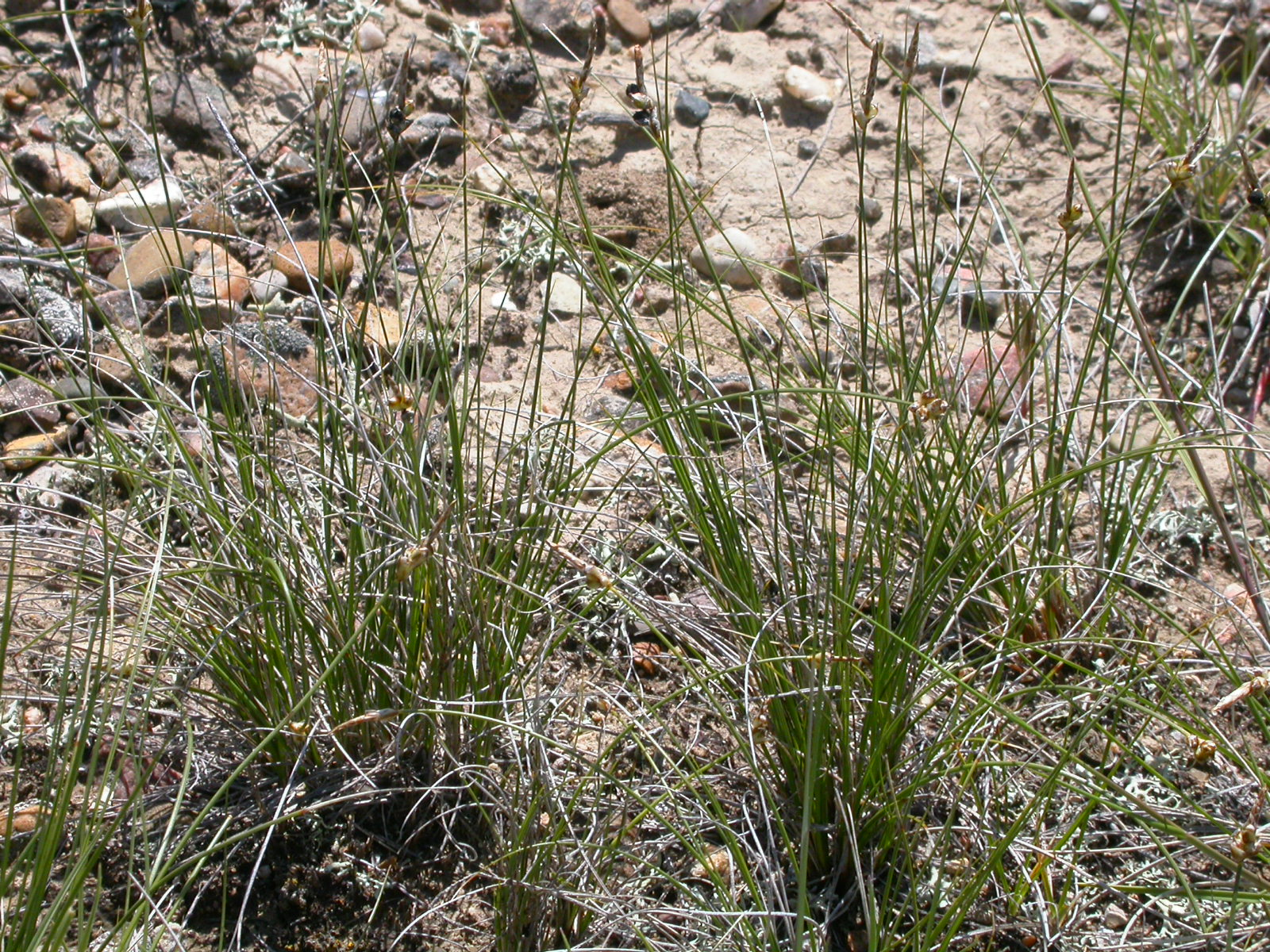
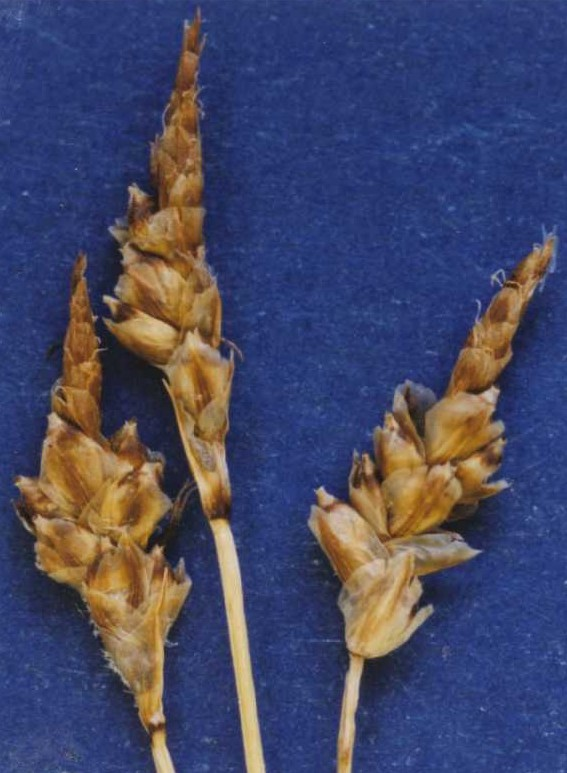
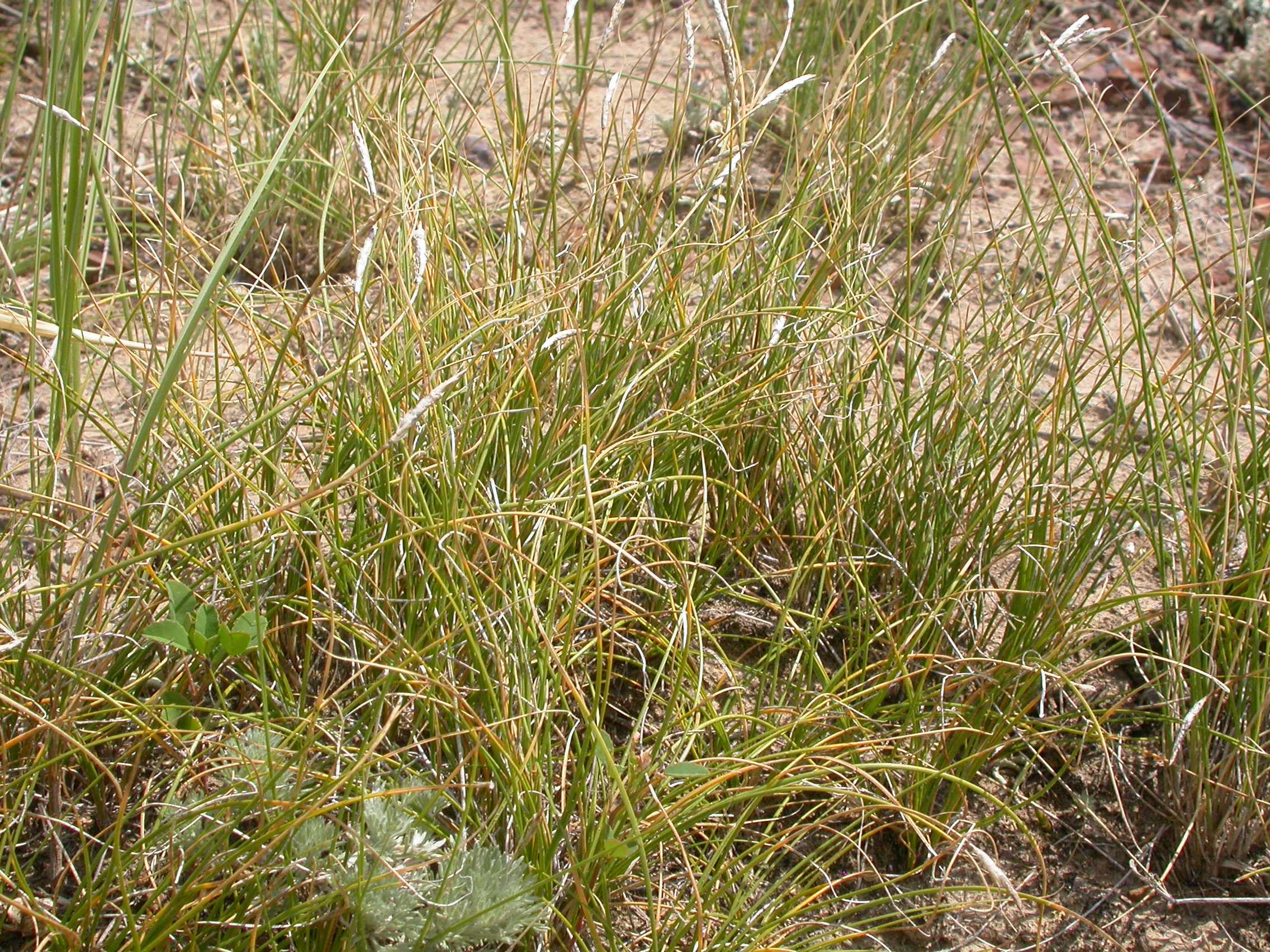
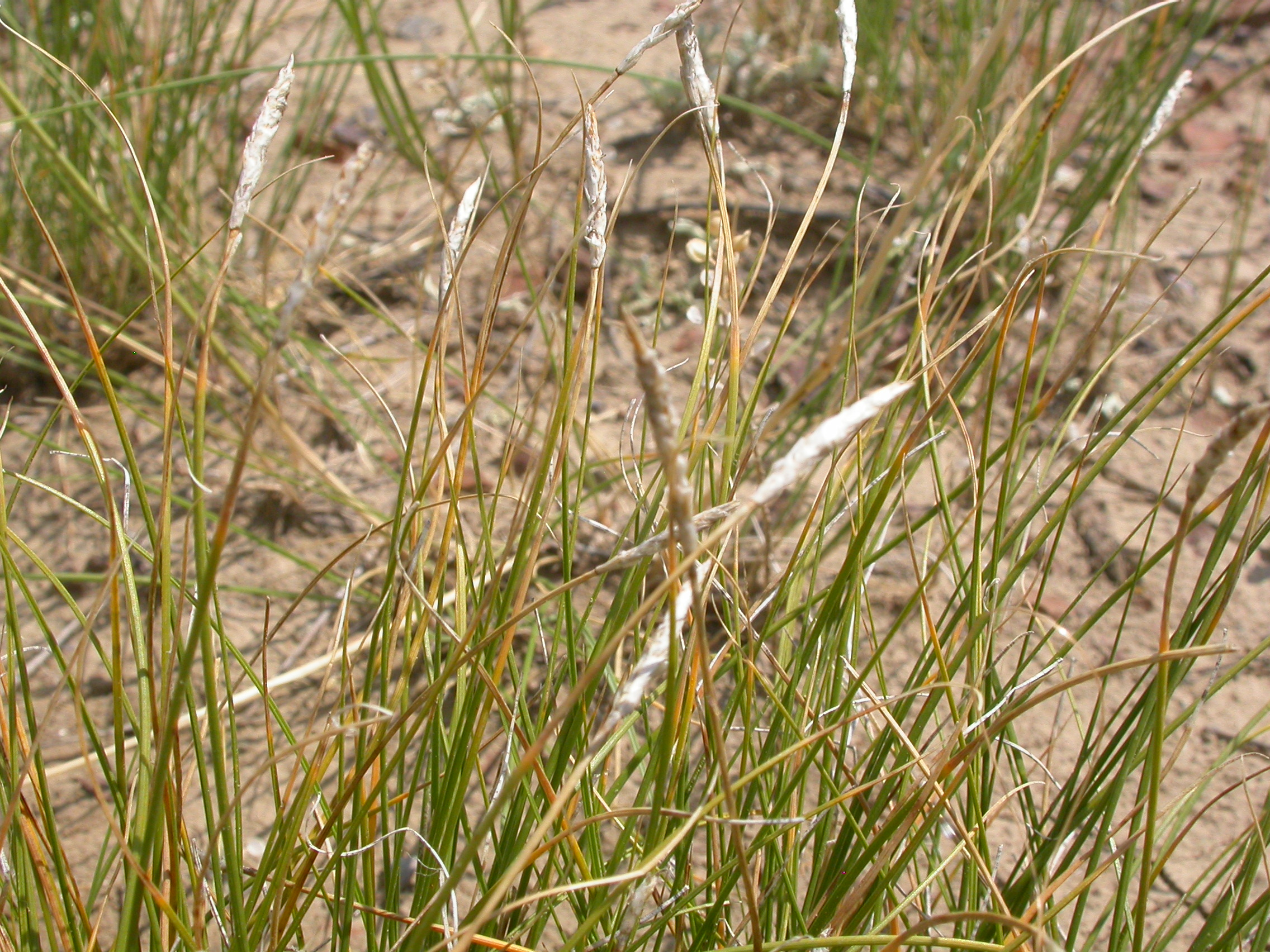
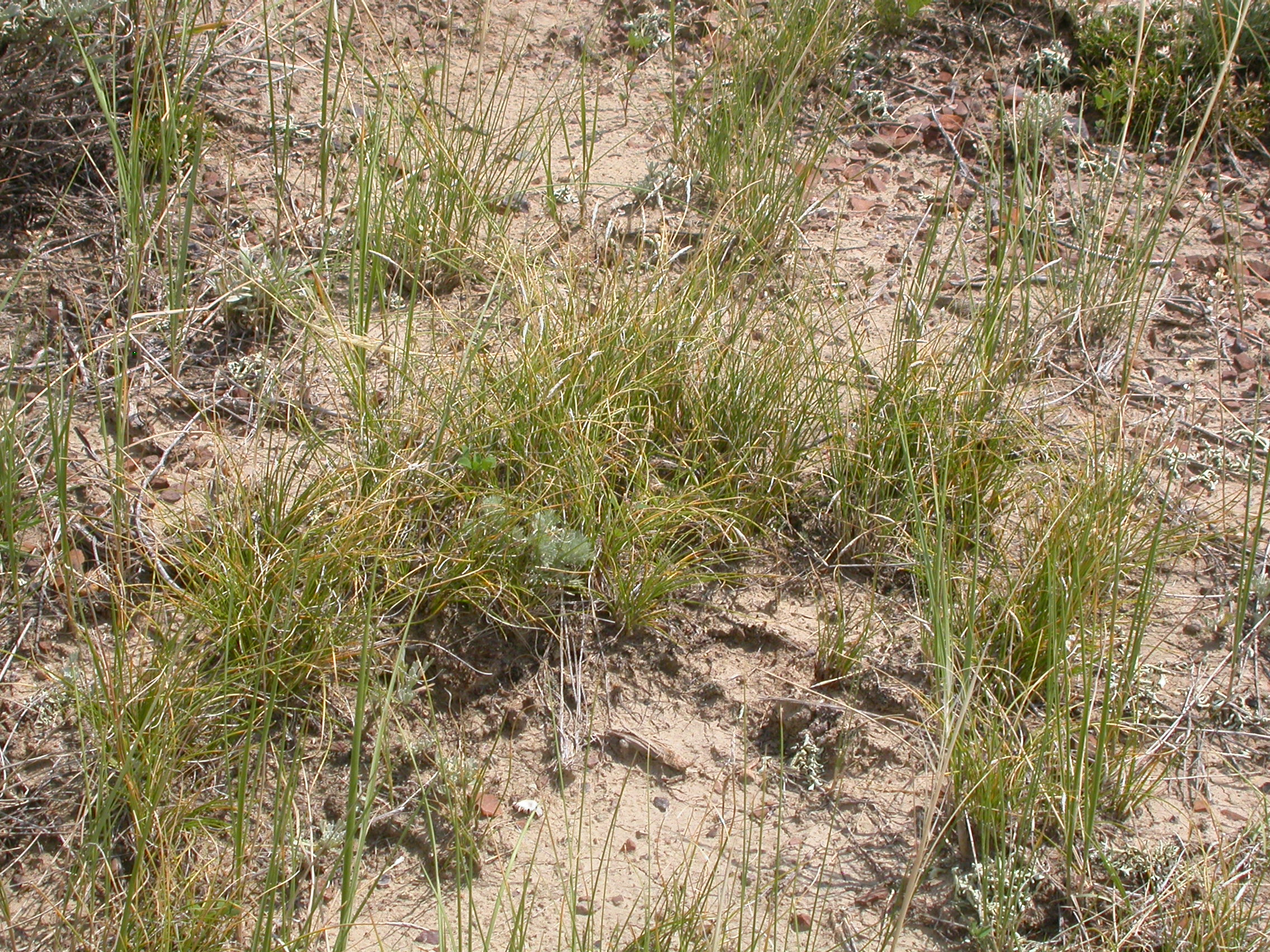